# Provincia de Finlandia Occidental
La provincia de Finlandia Occidental (en finés: Länsi-Suomen lääni en sueco: Västra Finlands län) fue una de las seis provincias con la que contaba la organización político-administrativa regional de la República de Finlandia desde la reforma de 1997 hasta finales de 2009. Su capital administrativa era la ciudad de Turku.
El 35% de los finlandeses, o unas 1.855.000 personas, vivían en la provincia de Finlandia Occidental (2004). Las ciudades más grandes de la provincia eran Tampere, Turku, Jyväskylä, Pori y Vaasa. El 10% de la población la componen los suecoparlantes.

## Regiones
Finlandia Occidental fue dividida en siete regiones:
- Finlandia Central (Keski-Suomi / Mellersta Finland)
- Finlandia del Sudoeste (Varsinais-Suomi / Egentliga Finland)
- Ostrobotnia (Pohjanmaa / Österbotten)
- Ostrobotnia Central (Keski-Pohjanmaa / Mellersta Österbotten)
- Ostrobotnia del Sur (Etelä-Pohjanmaa / Södra Österbotten)
- Pirkanmaa (Pirkanmaa / Birkaland)
- Satakunta (Satakunta / Satakunda)

Comprendía además 4 provincias históricas:
- Tavastia
- Satakunta
- Ostrobotnia
- Varsinais-Suomi